# Norman J. Warren
Norman John Warren(25 de juny de 1942 - 11 de març de 2021) va ser un director de cinema anglès més conegut per pel·lícules de terror dels anys setanta com  Satan's Slave (1976),  Prey  (1977) i  Terror  (1978). Warren també és conegut per comèdies sexuals com ara Outer Touch (també coneguda com Outer Spaced i Spaced Out, 1979).
Juntament amb les pel·lícules de Pete Walker, les pel·lícules de Warren de vegades s'anomenen "New Wave" de terror britànic, sobre la base que van augmentar l'aposta en termes de sexualitat explíciat i gore de les produccions de  Hammer i Amicus que van dominar el gènere al cinema del Regne Unit fins a principis dels anys setanta.

## Vida i carrera
Un àvid fan del cinema des de la infància, Warren va entrar a la indústria cinematogràfica com a corredor a  The Millionairess  (1960) i com a assistent de direcció ( The Dock Brief , 1962) abans. dirigint el curtmetratge Fragment (1965). Bachoo Sen, nascut a Calcuta (1934–2002), propietari de l'Astral Cinema a Brewer Street, Londres, que tenia interès en la producció cinematogràfica, va veure Fragment i posteriorment va contractar Warren per dirigir-se. dos llargmetratges pel·lícules de sexe,  Her Private Hell  (1968) i  Loving Feeling  (1969). Ambdues van ser èxits, però Warren va veure poc dels beneficis.
Com a director de pel·lícules sexuals, Warren va rebutjar una tercera oferta de direcció de Sen ("Love is a Splendid Illusion", 1970) i va haver d'esperar alguns anys per recaptar els diners necessaris per fer Satan's Slave (1976), la primera d'una sèrie de pel·lícules de terror que va dirigir. Les dues últimes pel·lícules de Warren, Bloody New Year i Gunpowder (ambdues de 1987), es van veure obstaculitzades pels baixos pressupostos imposats pel productor Maxine Julius.
Tot i que Warren no va estrenar cap llargmetratge entre 1987 i 2016, va continuar treballant a la indústria dirigint vídeos musicals i curtmetratges educatius com Person to Person, una pel·lícula de la BBC dissenyada. per a estudiants d'anglès. Les seves pel·lícules de terror van desenvolupar un seguiment, culminant amb la realització d' Evil Heritage, un documental de 1999 sobre el seu treball, i el llançament d'una caixa de DVD el 2004.
El 2007, Warren va treballar en les funcions addicionals per als llançaments de DVD de la Regió 1 de  Corridors of Blood  (1958),  The Haunted Strangler  (1958) i  First Man into Space  (1959). Va ser un convidat habitual al Festival of Fantastic Films de Manchester.
El 2016, Warren va anunciar mentre era entrevistat pel periodista Steve Green que estava en postproducció en un nou llargmetratge, un thriller ambientat al barri xinès de Londres. La finalització de Susu  es va confirmar al FearFest de Birmingham el maig de 2017, en què Warren va ser convidat d'honor.
Warren va morir l'11 de març de 2021, a l'edat de 78 anys. El seu gerent va dir que havia patit de mala salut durant un any abans.

## Filmografia
- Incident  (1959, acabat el 2007) (curt; director, editor)
- The Millionairess  (1960) (runne])
- The Dock Brief  (1962) (tercer ajudant de direcció)
- Drinkin 'Time' '(1963) (curt; director, editor, director de fotografia, actor)
- Shellarama  (1965) (curtmetratge documental; editor assistent)
- Fragment  (1965) (curt; director, editor)
- Night of the Generals (1966) (tercer ajudant de direcció)
- The Sailor from Gibraltar  (1967) (tercer ajudant de direcció)
- Her Private Hell  (1967) (director, editor)
- Loving Feeling  (1968) (director, editor)
- Rod the Mod  (1970) (assistent d'editor)
- Oink!  (1970) (editor)
- Satan's Slave  (1976) (director, editor)
- Prey  (1977) (director)
- Terror  (1978) (director, editor de so)
- Outer Touch  (també conegut com  Spaced Out  i  Outer Spaced , 1979) (director)
- Inseminoid  (també conegut com Horor Planet, 1980) (director)
- Warbirds Air Display  (1984) (curtmetratge documental; director, editor)
- Gunpowder  (1986) (director)
- Bloody New Year  (1987) (director, escriptor)
- Meath School  (1992) (productor, director)
- Buzz  (1993) (director, editor)
- Doing Rude Things  (1995) (documental de pel·lícula de televisió; entrevistat)
- Evil Heritage  (1999) (curtmetratge documental; entrevistat, tema)
- Christopher Lee: a Life in Films  (2003) (documental de pel·lícula de televisió; supervisor de postproducció)
- Corridor Gossip (vídeo de 2007)  (2007) (curt documental; director de fotografia)
- Haunted Memories (vídeo de 2007)  (2007) (curtmetratge documental; director de fotografia)
- Making Space  (2007) (curtmetratge documental; director de fotografia)
- Horror Icon  (2007) (documental; entrevistat)
- Into the Dark: Exploring the Horror Film  (2008) (documental; entrevistat)
- Norman J. Warren Presents: Horrorshow  (2008) (curt; amfitrió)
- Grave Tales  (2009) (director promocional)
- Slice and Dice: The Slasher Film Forever  (2010) (documental; entrevistat)
- Daddy Cross  (2011) (veu en off)
- Daddy Cross: The Ten Commandments  (2012) (veu en off)
- The Devil Made Them Do It  (2013) (mostra de teaser)
- Turn Off Your Bloody Phone: Norman J. Warren and the Ghost  (2013) (curt; produït amb Xiaoxiao Sun)
- Mark of the Times  (2013) (entrevistat)
- Invasion of the Body Snatchers: Discussing the Pod  (2013) (col·laborador del panell)
- 9.5mm Film Documentary (2014) (documental; entrevistat)
- Susu  (2017) (productor / productor executiu)
- Dr. Balden Cross: Beyond the Void  (2018) (curt; aparició de cameo)